# Jan-Marco Montag
Jan-Marco Montag, född den 12 augusti 1983 i Köln i Västtyskland, är en tysk landhockeyspelare.
Han tog OS-guld i herrarnas landhockeyturnering i samband med de olympiska landhockeytävlingarna 2008 i Peking.